# Tipula (Lunatipula) thais
Tipula (Lunatipula) thais is een tweevleugelige uit de familie langpootmuggen (Tipulidae). De soort komt voor in het Palearctisch gebied.